# Mellicta aureliaesimilis
Mellicta aureliaesimilis är en fjärilsart som beskrevs av Rocci 1930. Mellicta aureliaesimilis ingår i släktet Mellicta och familjen praktfjärilar. Inga underarter finns listade i Catalogue of Life.